# عبادت‌خانه

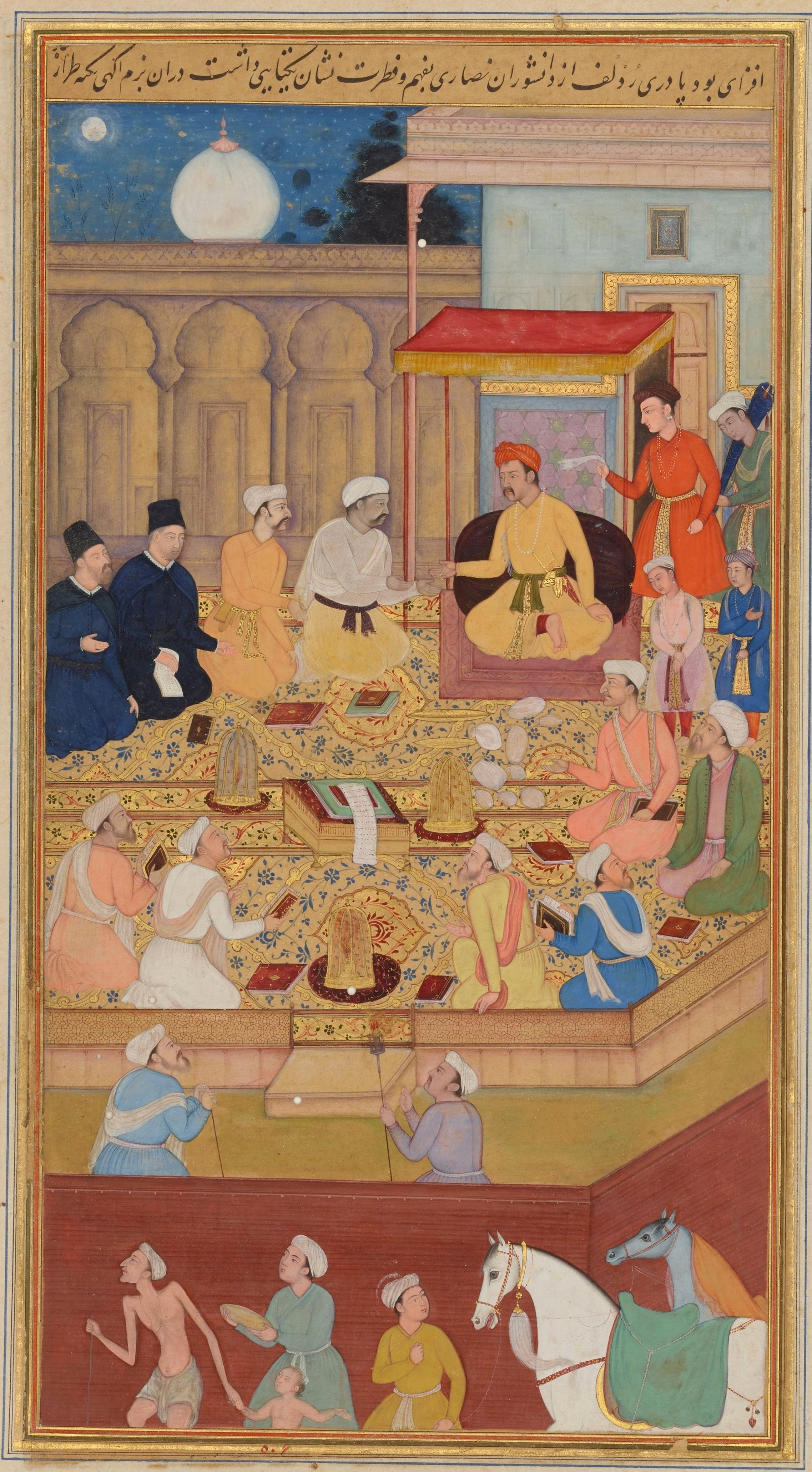
اکبر کبیر در سال ۹۸۳ هجری قمری (۱۵۷۵ میلادی) محلی برای گسترش تسامح و عقل‌گرایی در جامعه، به نام عبادت‌خانه، در فاتح پور سیکری بر پا کرد و به تدریج عالمان ادیان مختلف را به آنجا دعوت می‌نمود. دو مرد سیاه‌پوش در این تصویر از مسیحیان انجمن عیسی هستند و نام‌هایشان رادلف آکاویوا و آنتونیو مونسراتی است. این مینیاتور متعلق به کتاب اکبرنامه است و توسط نار سینگ در حدود ۱۶۰۵ میلادی کشیده شده‌است. اکنون در کتابخانه چستربیتی دوبلین نگهداری می‌شود.

عبادت‌خانه یا انجمن آگاهی محلی بود که اکبر کبیر، پادشاه گورکانیان در هندوستان، در ۹۸۳ هجری قمری (۱۵۷۵ میلادی)، در پایتختش، فاتح پور سیکری، ساخت. او ابتدا عالمان اهل سنت را به این انجمن دعوت کرد و تدریجاً از عالمان تمامی ادیان، مذاهب، فرقه‌ها و ملل افرادی را گردآورد و منجر به بحث و تبادل نظر در موضوعات گوناگون دینی و حتی حوزه‌هایی چون اعتبار قرآن و ماهیت خدا شد.

## شرح
ابتدا هر جمعه شب پس از نماز، در عبادت‌خانه حلقه‌های چندگانه تشکیل می‌شد و میان عالمان دینی بحث و مجادله درمی‌گرفت و اکبر خود به حلقه‌ها سر می‌زد و در بحث‌هایشان شرکت می‌کرد؛ بدین ترتیب نمایندگان ادیان و آیین‌ها در کنار هم جمع می‌شدند و به بیان آزادانهٔ عقاید و استدلال‌هایشان می‌پرداختند و گونه‌ای از تسامح و آزاداندیشی مذهبی و عقلانیت را در هند به نمایش گذاشته شد. اندکی بعد، در رجب سال ۹۸۷ هجری، اکبر در طرح تازه‌ای، ظاهراً بنا بر درخواست عالمان دینی به قضاوت میان آنان پرداخت. گویا این مسئله به اشارهٔ خود اکبرشاه صورت گرفته‌است و عالمان مختلف سندی تهیه و تنظیم کردند که به او اختیار می‌داد از میان فتواهای مختلف دربارهٔ یک مسئله، حکم ارجح را برگزیند. احتمالاً پذیرش امضای این سند توسط علمای اهل سنت، نه به اجبار و فشار، بلکه برای مقابله با گسترش روزافزون تشیع بوده‌است. به هر ترتیب، با این شیوه اکبرشاه می‌توانست علاوه بر قدرت سلطنت، در عمل به بالاترین مقام دینی کشور در میان تمامی مذاهب موجود، تبدیل شود؛ به گونه‌ای که به بالاترین مجتهد مملکت بدل شد و کسی را یارای مقابله با او نبود. موفقیت عبادت‌خانه دوام نیافت زیرا هرکدام از عالمان با متهم کردن دیگر ادیان ادعای برتری می‌کردند و با شدیدتر شدن بحث‌ها، بر خلاف هدف مذکور، عالمان از یکدیگر ناراحت شده و اختلافاتشان فزونی یافت و این روند باعث شد در سال ۱۵۸۲ اکبرشاه عبادت‌خانه را ببندد. با این حال، تعاملات اکبرشاه با عالمان دینی مذاهب گوناگون موجب شد او متقاعد شود که تمامی ادیان نکات مثبتی دارند و تصمیم به ادغام آنان کرد.
در همین سال رسم «خطبه» را نیز به وجود آورد و از آن پس با تمامی امکانات تبلیغاتیش آراء و نظرهای خود را می‌پراکند. وجود حکومت‌های قدرتمند صفوی، عثمانی و پاپ که در آنان پادشاه رهبری روحانی کشور را نیز در دست داشت، می‌توانست از انگیزه‌های تأسیس عبادت‌خانه باشد؛ چنانچه حضور علمای مسلمان در دستگاه حکومت مانعی برای اختیارات اکبرشاه محسوب می‌شد. اکبر به بی‌دینی، شیعی‌گری و برهمنی متهم و تکفیر شد ولی این اتهام‌ها را انکار کرد و بر مسلمان بودن خود تأکید داشت. اکبرشاه برخی از مخالفان نوآوری‌هایش را پنهانی به قتل رساند و برخی را تبعید کرد. از آن جمله، «شیخ عبدالنبی» و «ملا عبدالله سلطانپوری» را به عنوان «امیر الحاج» مسئول همراهی با حاجیان کرد و از پیرامون خود پراکند. با فزونی اختلافات در میان عالمان ادیان مختلف، در نهایت اکبرشاه فلسفه صلح کل و بعد از آن دین الهی را به وجود آورد که موجب تسامح و هم‌زیستی هرچه بیشتر ادیان و مذاهب هندوستان گردد. 